# Зеленчук непарний

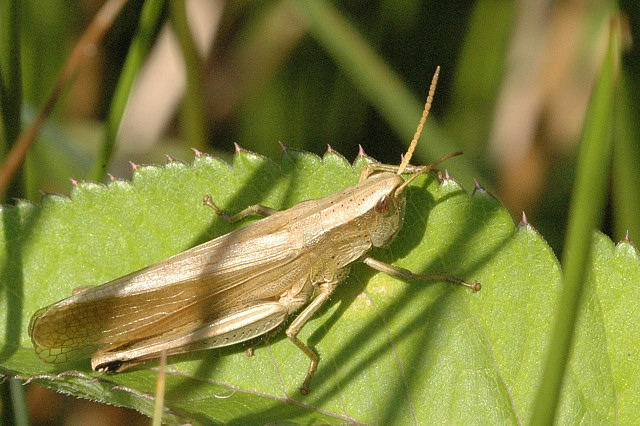
Самиця

Зеленчук непарний (Chrysochraon dispar) (лат.) — вид, що належить до родини Acrididae підродини Gomphocerinae. Поширений від Палеарктики на схід до Сибіру. Самець досягає 16-19 мм, а самка 22-30 мм у довжину. Розмах крил самця 9-11 мм, а самиці 6,5-7 мм. Харчуються злаковими рослинами.

## Підвиди
Вид включає 9 подвідів:
- Chrysochraon dispar decurtatum (Herrich-Schaffer, 1840)
- Chrysochraon dispar dispar (Germar, 1831)
- Chrysochraon dispar giganteus Harz, 1975
- Chrysochraon dispar gracilis (Fischer-Waldheim, 1846)
- Chrysochraon dispar longipteron Yin, X., 1982
- Chrysochraon dispar macroptera Chopard, 1922
- Chrysochraon dispar major Uvarov 1925
- Chrysochraon dispar orientalis Dirsh, 1929
- Chrysochraon dispar smilacea (Fischer-Waldheim, 1846)